# Euphthiracarus comteae
Euphthiracarus comteae är en kvalsterart som beskrevs av Sandór Mahunka 1982. Euphthiracarus comteae ingår i släktet Euphthiracarus och familjen Euphthiracaridae. Inga underarter finns listade i Catalogue of Life.